# Encarnación (nombre)
Encarnación es un nombre propio ambiguo (tanto de hombre como de mujer) de origen latino en su variante en español. Procede del latino Incarnatio, de in (dentro) y caro, carnis (carne), por lo que significa «dentro de la carne». Su uso como nombre proviene del concepto religioso de la encarnación, expresión que en el cristianismo alude a la creencia de que el Verbo Divino tomó carne humana en la persona de Jesucristo.

## Santoral
25 de marzo: Encarnación de Nuestra Señora.

## Variantes
- Diminutivo: Encarna, Encarni, Ciona, Cionita.

### Variantes en otros idiomas
| Variantes en otras lenguas | Variantes en otras lenguas |
| -------------------------- | -------------------------- |
| Español                    | Encarnación                |
| Catalán                    | Encarnació                 |
| Danés                      | Inkarnation                |
| Euskera                    | Gizane                     |
| Finlandés                  | Inkarnaatio                |
| Francés                    | Incarnation                |
| Holandés                   | Incarnatie                 |
| Inglés                     | Incarnation                |
| Italiano                   | Incarnazione               |
| Latín                      | Incarnatio                 |
| Noruego                    | Inkarnasjon                |
| Polaco                     | Inkarnacja                 |
| Portugués                  | Encarnação                 |
| Sueco                      | Inkarnation                |